# Закон границы
Закон границы (тур. Hudutlarin Kanunu) – турецкий чёрно-белый художественный фильм 1966 года, снятый режиссёром Омером Лютфи Асадом.

## Сюжет
Жизнь на границе полна трудностей. Крестьянам сложно обрабатывать каменистую и сухую землю и песчаные поля. Чтобы добыть средства к существованию, приходится нарушать закон. В деревне на сирийской границе убит человек, занимавшийся незаконной перевозкой мигрантов и товаров. Главный герой  Хидыр старается держаться подальше от сомнительных поручений, но обстоятельства вынуждают его согласиться на опасную работу: тайно переправить в Сирию стадо баранов. Выбирая между нищетой и опасностью взорваться на заминированной дороге он борется за свою мечту и жизнь маленького сына...

## В ролях
- Йылмаз Гюней – Хидыр
- Первин Пар – Учитель Айше
- Эрол Таш – Али Целло
- Тунджел Куртиз – Бекир
- Осман Альянак – Хасан Дервиш Ага
- Тунсер Некмиоглу – Азиз
- Атилла Эргун –  старший лейтенант Зеки
- Мухаррем Гюрсес – Дюран Ага

Фильм по соображениям цензуры не допускался турецкими властями к участию в кинофестивалях. Однако в 1967 году на Международном антальском кинофестивале
( Antalya Golden Orange Film Festival) исполнитель главной роли Йылмаз Гюней был признан лучшим актёром, а фильм номинировался в категории "Лучший драматический фильм".
"Закон границы" был одним из двух турецких фильмов, выбранных Фондом мирового кино, который был основан Мартином Скорсезе для сохранения и восстановления забытых или утерянных образцов мирового кино.